# Wądzyn (województwo warmińsko-mazurskie)
Wądzyn (niem. Wansen) – wieś w Polsce położona w województwie warmińsko-mazurskim, w powiecie ostródzkim, w gminie Dąbrówno. 
W okresie międzywojennym stacjonowała tu placówka Straży Celnej „Wądzyn”.
W latach 1975–1998 miejscowość należała administracyjnie do województwa olsztyńskiego.
W 1974 r. do sołectwa Wądzyn (gmina Dąbrówno) należały miejscowości: wieś Wądzyn, PGR Wądzyn, wybudowanie Wądzynek.